# Amt Burg-Sankt Michaelisdonn
La comunità amministrativa di Burg-Sankt Michaelisdonn (Amt Burg-Sankt Michaelisdonn) si trova nel circondario di Dithmarschen nello Schleswig-Holstein, in Germania.

## Suddivisione
Comprende 14 comuni:
1. Averlak (558)
2. Brickeln (198)
3. Buchholz (988)
4. Burg (4 184)
5. Dingen (632)
6. Eddelak (1 345)
7. Eggstedt (758)
8. Frestedt (345)
9. Großenrade (468)
10. Hochdonn (1 078)
11. Kuden (605)
12. Quickborn (174)
13. Sankt Michaelisdonn (3 498)
14. Süderhastedt (758)

Il capoluogo è Burg.
(Tra parentesi i dati della popolazione al 31 dicembre 2021)